# ラッキィ (テレビドラマ)
『ラッキィ』は、1994年1月13日にNHK-BS2で放映されたテレビドラマ。

## 概要
NHK-BSで「男前」として男優4人の主演映画と特別番組をセットで放送する特集が組まれた際に、その中の本木雅弘特集時に特別番組の中に組み込まれた市川準監督の短編単発ドラマ。35分の本編を挟んで、前後に20分のメイキング風景が織り込まれて放映された。
東京郊外のファミリーレストランの副店長が、田舎で飼っていた愛犬“ラッキィ”へ語りかけるナレーションを通じて、彼の何げない日常を描きだす。

## キャスト
- 本木雅弘
- 石堂夏央
- ゆきこ（みるく）
- 小林正和
- 中野昌彦
- 松浦隆
- 谷本小代子

## スタッフ
- 監督：市川準
- 脚本：市川準・山田雅義
- 撮影：丸池納
- 音楽：清水一登